# Толстоухов, Михаил Семёнович
Михаил Семёнович Толстоухов — советский хозяйственный и государственный деятель, лауреат Государственной премии СССР за выдающиеся достижения в труде.

## Биография
Родился в 1932 году на территории современного Чурапчинского улуса Якутии. Член КПСС.
В 1952—1992 — оленевод, бригадир Телейской оленеводческой бригады Мугудайского отделения совхоза имени Карла Маркса Чурапчинского района Якутской АССР
За увеличение производства высококачественной продукции животноводства на основе применения прогрессивной технологии был в составе коллектива удостоен Государственной премии СССР за выдающиеся достижения в труде 1979 года.
Жил в Чурапчинском улусе Саха (Якутии).

## Награды
- Орден Трудовой Славы II степени (1986)
- Орден Трудовой Славы III степени (1978)